# اوداچی
اوداچی (به ژاپنی: 大太刀 Ōdachi) به معنی شمشیر بزرگ، یا نوداچی (به ژاپنی: 野太刀 nodach) به معنی شمشیر میدانی یک نوع شمشیر ژاپنی بود که توسط سامورایی‌ها استفاده می‌شد.